# Universiade d'été de 2003
Navigation
Édition précédente Édition suivante
Les 22es Universiades d'été ont eu lieu à Daegu, en Corée. Elles se sont déroulées du 21 au 31 août 2003. Ces Universiades sont organisées par la Fédération internationale du sport universitaire (FISU) et ont eu lieu principalement au Stade de Daegu.
Il y avait 201 pays participants.

## Emblème, mascotte, slogan
La mascotte, nommée Dreami, est un petit bonhomme blanc et bleu, d'aspect nuageux, coiffé d'une sorte de casque de vélo représentant les couleurs de l'arc-en-ciel, et il a l'emblème de l'Universiade sur son torse. Il représente le slogan Dream For Unity! Les couleurs de l'arc-en-ciel représentent les valeurs de la ville : ville de la mode vestimentaire et ville solaire. Cette mascotte a été utilisée pour représenter tous les sports lors de ce championnat
L'emblème est composé :
- de la lettre U formée par 5 bandes de tissus, U comme Universiade. Les 5 couleurs de tissu sont les mêmes que celles des Jeux olympiques : dans l'ordre de gauche à droite bleu, rouge, jaune, vert et noir.
- de 5 étoiles de couleur juste en dessous, les étoiles représentant le slogan Dream of Unity!
- du nom de la ville DAEGU encore en dessous, en ligne avec les bandes de couleurs, chaque lettre représentant un mot qui est un objectif de ces Universiades : D comme Dream (Rêve), A comme Advance (Progrès), E comme Equalize (Égalité), G comme Green (Écologie)(ce bandeau est un peu plus grand) , U comme Unite (Unité)[4].

Le chant : A dream of One (Rêve d'unité)
- Paroles : J-Y Park
- Composition et arrangement : J-Y Park et Si Hyuk Bang
- Chanteurs : J-Y Park et Coco Lee

## Calendrier
Calendrier des différents sports :
| août 2003              | 20 | 21 | 22    | 23    | 24    | 25    | 26    | 27    | 28    | 29    | 30     | 31    |
| ---------------------- | -- | -- | ----- | ----- | ----- | ----- | ----- | ----- | ----- | ----- | ------ | ----- |
| Cérémonies             |    | O  |       |       |       |       |       |       |       |       |        | C     |
| Athlétisme             |    |    |       |       |       | • (3) | • (8) | • (7) | • (8) | (5)   | • (14) |       |
| Natation               |    |    |       |       | • (6) | • (6) | • (7) |       | • (7) | • (6) | • (8)  |       |
| Plongeon               |    |    |       |       | • (2) | • (2) | • (1) | • (1) | • (1) | • (1) | • (4)  |       |
| Water polo             |    |    |       |       |       |       |       |       |       |       | • (1)  |       |
| Tir à l'arc            |    |    |       |       |       |       |       | • (2) | • (2) | • (4) |        |       |
| Basket-ball            |    |    |       |       |       |       |       |       |       |       | • (1)  | • (1) |
| Escrime                |    |    | • (1) | • (1) | • (2) | • (1) | • (1) | • (2) | • (2) | • (2) |        |       |
| Football               |    |    |       |       |       |       |       |       |       |       | • (2)  |       |
| Gymnastique artistique |    |    |       |       |       |       |       | • (1) | • (1) | • (2) | • (10) |       |
| Gymnastique rythmique  |    |    |       |       | • (2) | • (6) |       |       |       |       |        |       |
| Judo                   |    |    |       |       |       | • (4) | • (4) | • (4) | • (4) | • (2) |        |       |
| Taekwondo              |    |    | • (2) | • (4) | • (4) | • (4) | • (2) |       |       |       |        |       |
| Tennis                 |    |    |       |       |       |       |       |       |       | • (5) | • (R)  | • (R) |
| Volley-ball            |    |    |       |       |       |       |       |       |       |       | • (1)  | • (1) |

| • : jour de finale | O : cérémonie d'ouverture | C : cérémonie de clôture | (1) : nombre d'épreuves dans la journée | (R): jours de réserve |

## Sports
Il y avait au total 183 épreuves réparties dans 13 sports
- Athlétisme (45 épreuves) : résultats détaillés
- Natation (40 épreuves)
- Plongeon (10 épreuves)
- Waterpolo (1 tournoi hommes)
- Tir à l'arc (8 épreuves)
- Basket-ball (2 tournois : un tournoi masculin et un tournoi féminin)
- Escrime (12 épreuves)
- Football (2 tournois : un tournoi masculin et un tournoi féminin)
- Gymnastique (22 épreuves décomposées en deux : Gymnastique artistique (14 épreuves) - Gymnastique rythmique (8 épreuves))
- Judo (18 épreuves)
- Taekwondo (16 épreuves)
- Tennis (5 tournois)
- Volley-ball (2 tournois : un tournoi masculin et un tournoi féminin)

## Tableau des médailles[7]
| Rang  | Pays                 | Or  | Argent | Bronze | Total |
| 1     | Chine                | 41  | 27     | 13     | 81    |
| 2     | Russie               | 26  | 22     | 34     | 82    |
| 3     | Corée du Sud         | 26  | 12     | 17     | 55    |
| 4     | Ukraine              | 23  | 15     | 17     | 55    |
| 5     | Japon                | 13  | 11     | 21     | 45    |
| 6     | France               | 8   | 8      | 4      | 20    |
| 7     | Royaume-Uni          | 8   | 3      | 6      | 17    |
| 8     | États-Unis           | 5   | 13     | 18     | 36    |
| 9     | Corée du Nord        | 3   | 8      | 3      | 14    |
| 10    | Pologne              | 3   | 4      | 3      | 10    |
| 11    | Taipei chinois       | 3   | 3      | 5      | 11    |
| 12    | Biélorussie          | 3   | 3      | 4      | 10    |
| 13    | Allemagne            | 3   | 2      | 8      | 13    |
| 14    | Hongrie              | 3   | 2      | 7      | 12    |
| 15    | Tchéquie             | 3   | 0      | 3      | 6     |
| 16    | Australie            | 2   | 5      | 5      | 12    |
| 17    | Italie               | 2   | 5      | 5      | 12    |
| 18    | Kazakhstan           | 2   | 4      | 0      | 6     |
| 19    | Afrique du Sud       | 2   | 1      | 2      | 5     |
| 20    | Ouzbékistan          | 2   | 0      | 1      | 3     |
| 21    | Espagne              | 1   | 4      | 8      | 13    |
| 22    | Brésil               | 1   | 2      | 8      | 11    |
| 23    | Roumanie             | 1   | 2      | 4      | 7     |
| 24    | Pays-Bas             | 1   | 1      | 2      | 4     |
| 25    | Maroc                | 1   | 1      | 1      | 3     |
| 25    | Serbie-et-Monténégro | 1   | 1      | 1      | 3     |
| 27    | Lettonie             | 1   | 0      | 0      | 1     |
| 27    | Moldavie             | 1   | 0      | 0      | 1     |
| 29    | Mexique              | 0   | 3      | 2      | 5     |
| 30    | Finlande             | 0   | 3      | 1      | 4     |
| 31    | Slovaquie            | 0   | 2      | 3      | 5     |
| 32    | Iran                 | 0   | 2      | 2      | 4     |
| 33    | Slovénie             | 0   | 2      | 0      | 2     |
| 33    | Turquie              | 0   | 2      | 0      | 2     |
| 35    | Canada               | 0   | 1      | 2      | 3     |
| 35    | Suisse               | 0   | 1      | 2      | 3     |
| 35    | Estonie              | 0   | 1      | 2      | 3     |
| 38    | Cuba                 | 0   | 1      | 1      | 2     |
| 38    | Irlande              | 0   | 1      | 1      | 2     |
| 40    | Danemark             | 0   | 1      | 0      | 1     |
| 40    | Ouganda              | 0   | 1      | 0      | 1     |
| 42    | Croatie              | 0   | 0      | 3      | 3     |
| 42    | Thaïlande            | 0   | 0      | 3      | 3     |
| 44    | Israël               | 0   | 0      | 2      | 2     |
| 45    | Arménie              | 0   | 0      | 1      | 1     |
| 45    | Jamaïque             | 0   | 0      | 1      | 1     |
| 45    | Mongolie             | 0   | 0      | 1      | 1     |
| 45    | Malaisie             | 0   | 0      | 1      | 1     |
| 45    | Autriche             | 0   | 0      | 1      | 1     |
| 45    | Grèce                | 0   | 0      | 1      | 1     |
| 45    | Chypre               | 0   | 0      | 1      | 1     |
| 45    | Bahamas              | 0   | 0      | 1      | 1     |
| 45    | Bosnie-Herzégovine   | 0   | 0      | 1      | 1     |
| Total | Total                | 189 | 178    | 229    | 596   |

## Nouveaux records
Ces Universiades ont permis d'établir deux nouveaux records du monde en tir à l'arc, et trente-quatre nouveaux records des Universiades, dont 2 en athlétisme, et 32 en natation